# 福氏石松
福氏石松（学名：Lycopodium fordii）为石松科石松屬下的一个种。

## 扩展阅读
- 維基物種上的相關：福氏石松